# San Giacomo degli Schiavoni
San Giacomo degli Schiavoni es una localidad y comune italiana de la provincia de Campobasso, región de Molise, con 1.289 habitantes.

## Evolución demográfica
| Gráfica de evolución demográfica de San Giacomo degli Schiavoni entre 1861 y 2001 |
|                                                                                   |
| Fuente ISTAT - elaboración gráfica de Wikipedia                                   |